# Maître Théodoric
 (novembre 2022).
Maître Théodoric ou Théodoric de Prague (dit aussi Theodoricus de Praga, Dittrich, Dětřich ou Jetřich), dont on fait mention de 1348 à 1368, fut peintre à la cour de l'empereur Charles IV. Il est l'un des maîtres de la peinture gothique en Bohême.

## Biographie

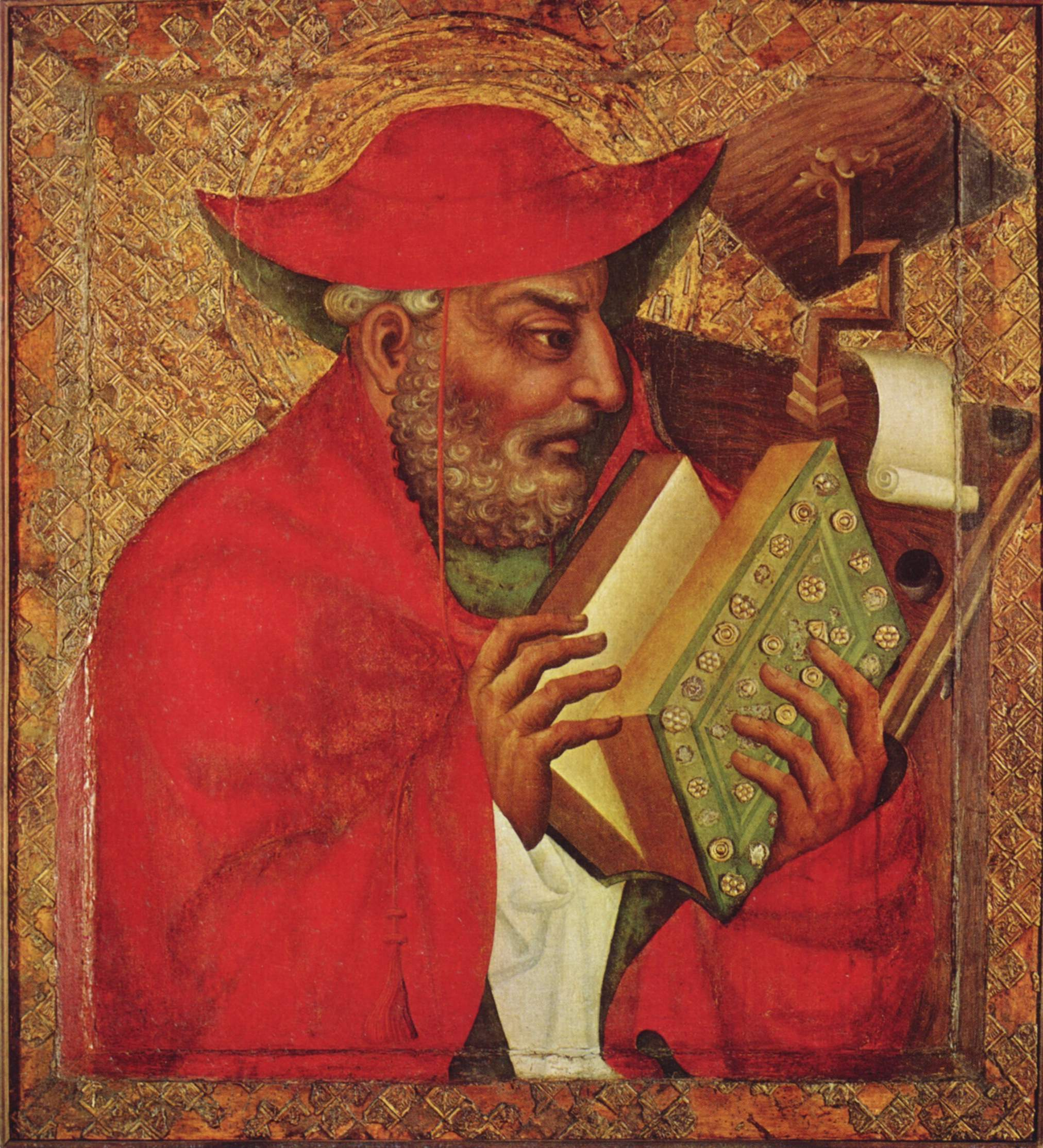
Saint Jérôme par maître Théodoric, couvent Sainte-Agnès.

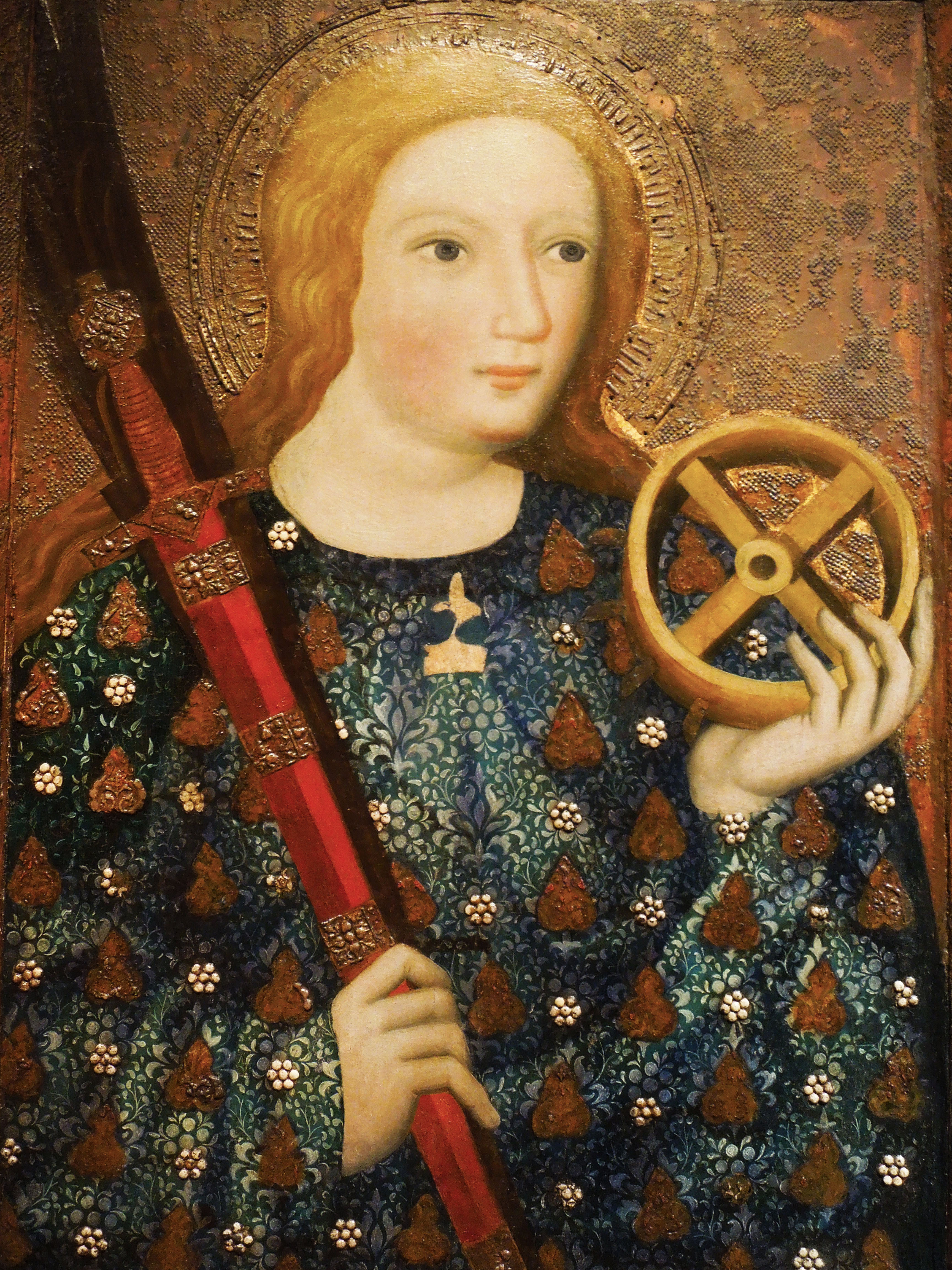
Sainte Catherine, vers 1360-1364.

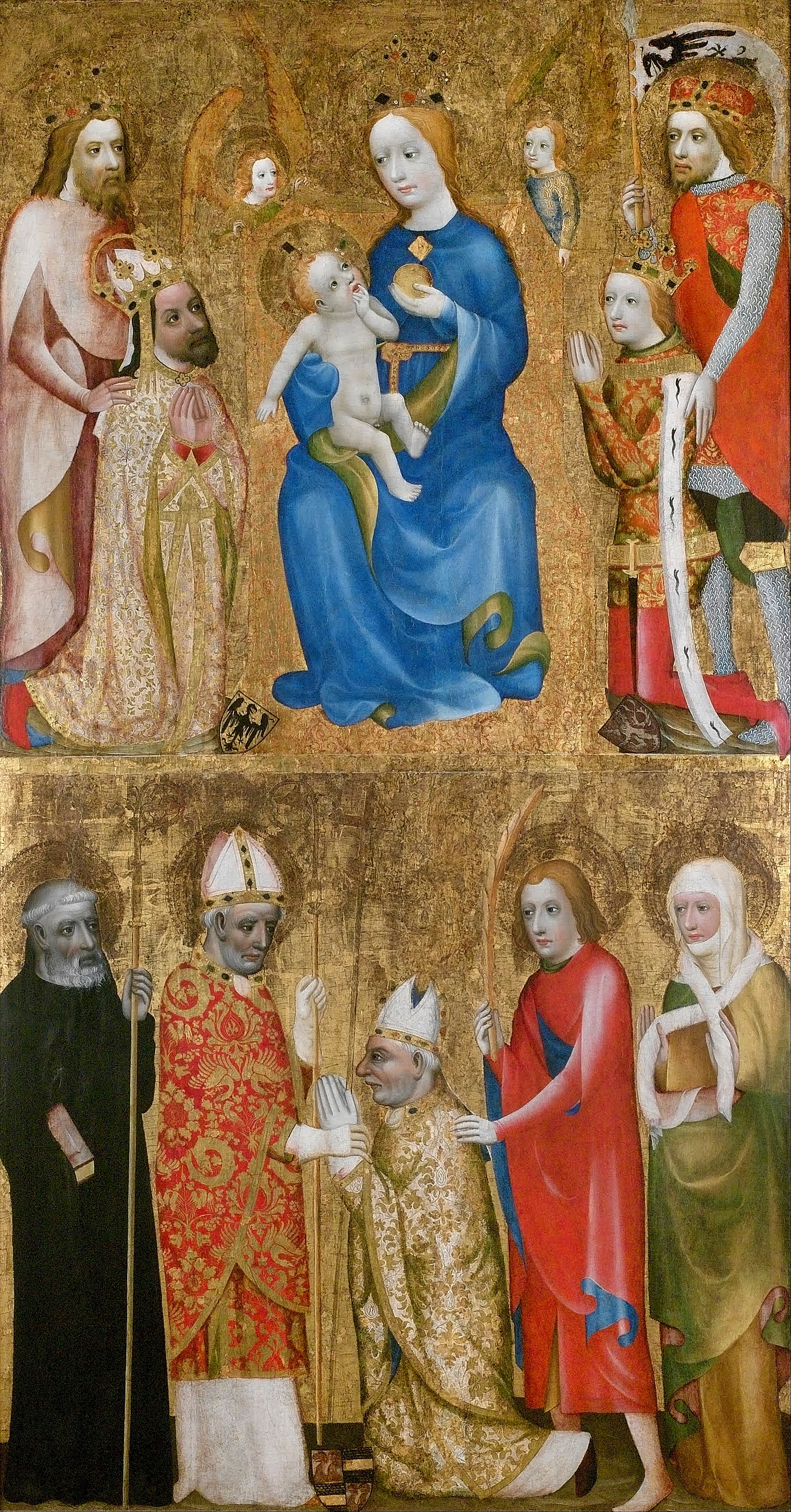
Portrait de l'archevêque de Prague Jan Očko z Vlašimi.

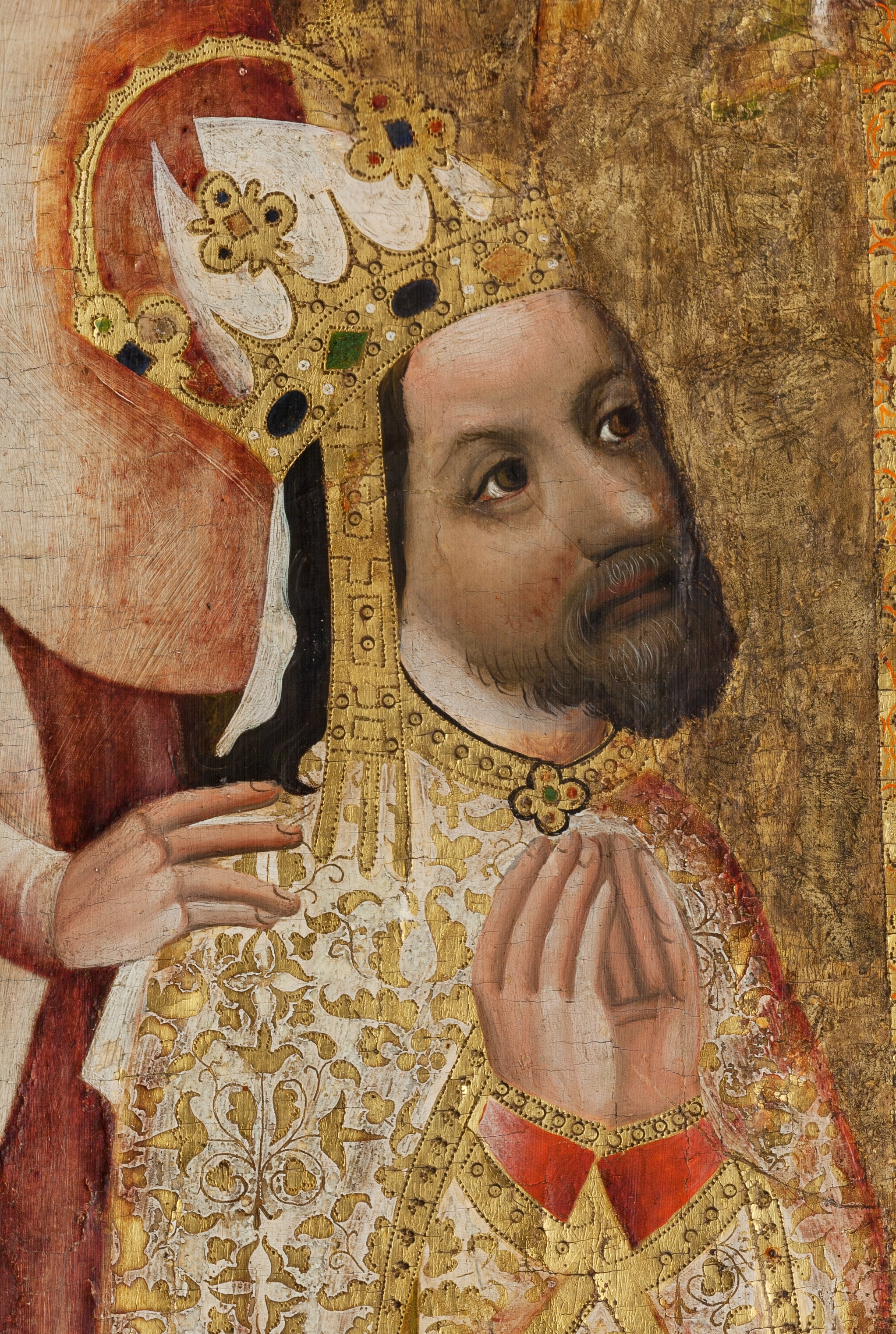
Charles IV agenouillé détail du portrait de Jan Očko z Vlašimi.

C'est dans le livre de la confrérie des peintres de Prague que l'on mentionne Théodoric pour la première fois en 1348. On l'y trouve enregistré comme « primus magister Theodoricus unum grossum. » Théodoric est donc considéré comme premier maître de cette confrérie. Comme autre source historique, il reste les registres municipaux de Hradčany. En 1359 Théodoric porte déjà le titre de « malerius imperatoris. À cette date, il était donc déjà peintre à la cour de Charles IV, roi de Bohême et empereur du Saint-Empire. Par ailleurs « la maison du peintre impérial Théodoric » figure dans les registres municipaux de Hradčany, ce qui montre que Théodoric résidait à Prague et qu'il possédait une maison sur le Hradčany (le mot de « Hradčany », pluriel en tchèque  désigne le quartier majoritairement aristocratique développé autour du château de Prague  - Hrad en tchèque - et par suite la colline sur laquelle ils sont bâtis). En raison de sa situation professionnelle et sociale à la cour, Théodoric était économiquement indépendant, dans la mesure où il possédait sa propre maison. À la date du 3 octobre 1359 on lit dans les registres municipaux de Hradčany cette mention :

« [...] Anno domini MoCCCo L IX die tertia mensis octobris … in domo Judicis in Hradczano. Nos Heymanus Judex recognoscimus tenorem presencium quod […] discretus vir dominus Theodoricus dictus Zelo domum suam quam habet et habuit in Hradczano vendidit cum curia et [...] »

Il n'est pas certain que ce Theodoricus dit Zelo soit identique avec maître Théodoric. Comme le nom de famille Zelo est d'origine bohémienne, s'il s'agit bien de la même personne, maître Théodoric serait originaire de Bohême. Il n'existe cependant aucune preuve historique pour le soutenir. La source des connaissances actuelles sur le travail de Théodoric est un document de Charles IV daté du 28 avril 1367 et dans lequel Théodoric est qualifié de « pictor noster et familiaris ». On souligne une nouvelle fois qu'il était peintre impérial et appartenait à la cour. Il y est remercié « pour l'art et la solennité de sa peinture dans la chapelle royale de Karlštejn ». Le diplôme de fondation et de consécration prouve que cette chapelle a été consacrée le 9 février 1365 par le deuxième archevêque de Prague, Jan Očko z Vlašimi. On peut supposer que le travail de Théodoric dans la chapelle était terminé à ce moment-là. Il s'agit de la chapelle Sainte-Croix au château de Karlštejn.
Il est fréquent qu'un grand nombre de maîtres de la peinture européenne du Moyen Âge classique au nord des Alpes restent anonymes dans l'histoire de l'art. Cependant les sources mentionnées ci-dessus et des documents fiables sont riches d'enseignements sur maître Théodoric, et il ne fait aucun doute qu'on doit à cet artiste la conception artistique de la chapelle de la Sainte-Croix au château de Karlštejn. C'est là qu'on peut saisir son œuvre dans toute son étendue, alors qu'il n'est resté aucune autre trace de son travail ni avant ni par la suite, même s'il est probable que c'est au palais royal de Prague qu'il a peint ses premières œuvres.

## Œuvres
Les cent vingt-neuf tableaux de la chapelle de la Sainte-Croix au château de Karlštejn font partie des œuvres gothiques les mieux conservées dans le monde entier. On attribue aussi à Théodoric le portrait de l'archevêque de Prague Jan Očko z Vlašimi, où Charles IV est représenté agenouillé. La perfection et la finesse des coups de pinceau sont extraordinaires pour l'époque. En particulier les visages des personnages représentés s'écartent du schéma gothique et ont été exécutés de façon plastique.
Plusieurs de ses œuvres, notamment de nombreux portraits et images de saints, sont conservées au couvent Sainte-Agnès, annexe de la Galerie nationale située dans la Vieille Ville de Prague.

## Source
- (de) Cet article est partiellement ou en totalité issu de l’article de Wikipédia en allemand intitulé « Theoderich von Prag » (voir la liste des auteurs).